# ARM Cortex-X1
El ARM Cortex-X1 es una microarquitectura que implementa la ARMv8.2-A diseñado por el centro de diseño de ARM Holdings' Austin como parte del programa Arm's Cortex-X Custom (CXC).

## Diseño
El diseño de Cortex-X1 se basa en el ARM Cortex-A78, pero rediseñado para un rendimiento puro en lugar de un equilibrio de rendimiento, potencia y área (PPA).
El Cortex-X1 es un decodificador de 5 anchos diseño out-of-order con un caché de 3K macro-OP (MOPs). Puede obtener 5 instrucciones y 8 Mops por ciclo. Y renombrar y enviar 8 Mops, y 16 µops por ciclo. El tamaño de la ventana de fuera de servicio se ha aumentado a 224 entradas. Y el backend es de 15 puertos de ejecución con una profundidad de 13 etapas y las latencias de ejecución consisten en 10 etapas. También cuenta con 4x128b unidades SIMD.
Arm afirma que el Cortex-X1 ofrece un 30% más de entero y un 100% más de rendimiento de aprendizaje de la máquina que el ARM Cortex-A77.
El Cortex-X1 soporta la tecnología ARM's DynamIQ, que se espera que se utilice como núcleos de alto rendimiento cuando se use en combinación con los núcleos medianos ARM Cortex-A78 y pequeños ARM Cortex-A55.

## Licencia
El Cortex-X1 está disponible como núcleo SIP para los socios de su programa Cortex-X Custom (CXC), y su diseño lo hace adecuado para la integración con otros núcleos SIP (por ejemplo, GPU, controlador de pantalla, DSP, procesador de imágenes, etc.) en un die que constituye un sistema en un chip. (SoC).